# Ioana a III-a a Navarrei
Jeanne d'Albret (n. 7 ianuarie 1528, Saint-Germain-en-Laye⁠(d), Île-de-France, Franța – d. 9 iunie 1572, Paris, Regatul Franței), cunoscută și ca Jeanne a III-a, a fost regină a Navarrei în perioada 1555 - 1572. S-a căsătorit cu Antoine de Bourbon, Duce de Vendôme și a fost mama lui Henric de Bourbon care a devenit rege al Navarrei și rege al Franței sub numele Henric al IV-lea al Franței, primul rege Bourbon. Prin căsătorie, ea a devenit Ducesă de Vendôme.

## Biografie
Jeanne s-a născut la Castelul Pau, la 7 ianuarie 1528. A fost fiica Margaretei de Angoulême și a lui Henric al II-lea de Navara. Mama ei, fiica Louisei de Savoia și a lui Charles, Conte de Angoulême, a fost sora regelui Francisc I al Franței. 
De la vârsta de doi ani, conform dorinței unchiului ei care a preluat sarcina educației ei, Jeanne a crescut la Castelul Plessis-lèz-Tours situat pe Valea Loarei, trăind deci departe de părinții ei. A primit o excelentă educație sub tutela umanistului Nicolas Bourbon.
În 1541, când Jeanne avea 12 ani, Francisc I a obligat-o, din motive politice, să se căsătorească cu bogatul duce de Jülich-Cleves-Berg, care era fratele Anei de Cleves, cea de-a patra soție a regelui Henric al VIII-lea al Angliei. Deși a fost educată să fie obedientă, ea a continuat să protesteze și a trebuit să fie dusă la altar de conetabilul Franței, Anne de Montmorency. La nuntă, Jeanne a fost somptuos îmbrăcată, purtând o coroană de aur, o fustă de argint și de aur încrustată cu pietre prețioase, și o mantie de satin roșu bogat împodobite cu hermină.

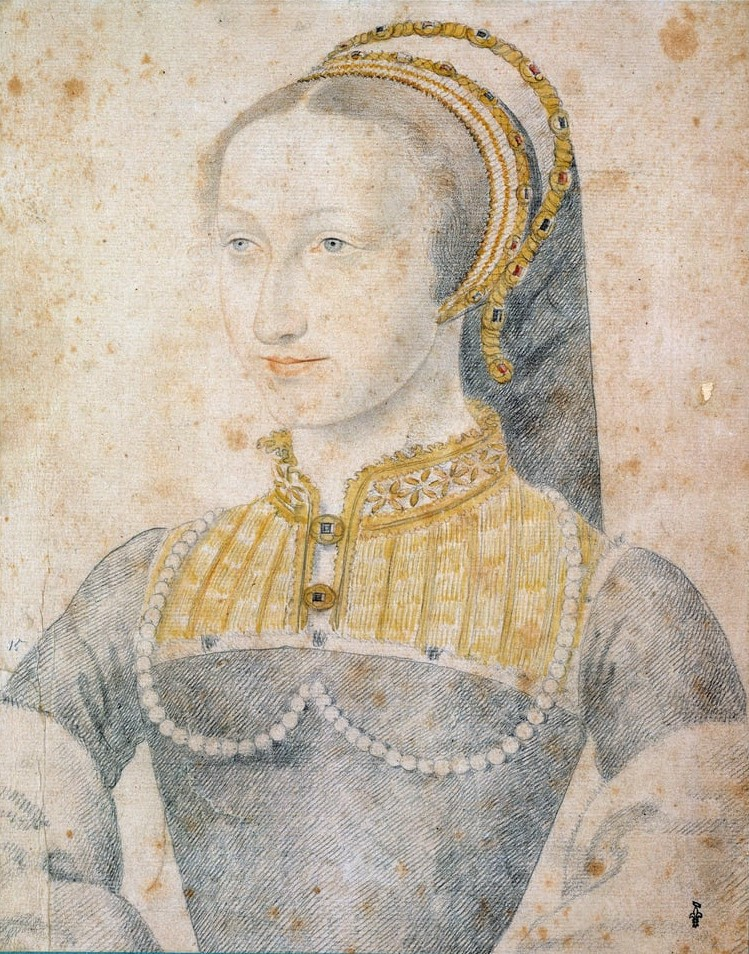
Portret al Jeannei d'Albret, de un artist de la școala lui Francois Clouet, prima jumătate a secolului al XVI-lea.

Această căsătorie politică a fost anulată patru ani mai târziu pe motiv că acesta nu a fost consumată. Ea a rămas la curtea regală.
După decesul lui Francisc în 1547 și ascensiunea la tron a lui Henric al II-lea, Jeanne s-a căsătorit cu Antoine de Bourbon, "primul prinț de sânge", la 20 octombrie 1548. Căsătoria a avut scopul să consolideze posesiile teritoriale din nordul și sudul Franței.
Antoine era un fustangiu notoriu. În 1554 a avut un fiu nelegitim, Charles, cu Louise de La Béraudière de l'Isle Rouhet, o frumusețe de la curte cunoscută sub numele de "La belle Rouet". Absențele frecvente ale lui Antoine au lăsat-o pe Jeanne să conducă singură, lucru pe care l-a reușit cu o mână fermă.
Cuplul a avut cinci copii, dintre care doar doi, Henric, rege al Franței (1589-1610) și rege al Navarei (1572-1610); și Caterina, ducesă de Lorena, au trăit până la maturitate.

## Regină a Navarei
La 25 mai 1555, tatăl ei, Henric al II-lea al Navarei, a murit, și Jeanne împreună cu soțul ei au devenit conducători ai Navarei. La 18 august 1555 la Pau, Jeanne și Antoine au fost încoronați potrivit ritului bisericii romano-catolice. Jeanne a fost influențată de mama ei, care a murit în 1549, cu tendințe spre reforma religioasă, gândire umanistă, și libertatea individuală. Această moștenire a fost influentă în decizia ei de a se converti la calvinism.
Mai târziu, ea a declarat calvinismul religia oficială a regatului ei, îmbrățișând public învățăturile lui Jean Calvin în ziua de Crăciun 1560. 
În urma instituirii calvinismului în regatul ei, preoți și călugărițe au fost exilați, biserici catolice distruse și a fost interzis ritualul catolic. Ea a comandat traducerea Noului Testament în limba bască și dialectul béarnese în beneficiul supușilor ei.
În plus față de reformele sale religioase, Jeanne a lucrat la reorganizarea regatul ei; a început reforme de lungă durată pentru sistemele economice și judiciare ale teritoriilor ei.
În 1561, Caterina de Medici, în rolul ei de regentă pentru fiul ei, regele Carol al IX-lea, l-a numit pe Antoine general locotenent al Franței. Jeanne și Caterina s-au întâlnit la Curte în ultimii ani de domnie ai lui Francisc I și o perioadă scurtă la începutul domniei regelui Henric al II-lea. Istoricul Mark Stocare a sugerat că Jeanne a fost una dintre principalele detractoare ale Caterinei, referindu-se la ea cu dispreț ca fiind "fiica băcanului florentin".